# Basileuterus
Basileuterus é um género de aves Parulidae da tribo Parulini. O grupo inclui diversas espécies, designadas popularmente de pula-pula.

## Espécies
- Basileuterus fraseri
- Pula-pula-de-duas-fitas, Basileuterus bivittatus
- Basileuterus chrysogaster
- Basileuterus signatus
- Basileuterus luteoviridis
- Basileuterus nigrocristatus
- Basileuterus griseiceps
- Basileuterus basilicus
- Basileuterus cinereicollis
- Basileuterus conspicillatus
- Basileuterus coronatus
- Pula-pula-coroado, Basileuterus culicivorus
- Basileuterus trifasciatus
- Pula-pula-de-barriga-branca, Basileuterus hypoleucus
- Basileuterus rufifrons
- Basileuterus belli
- Basileuterus melanogenys
- Basileuterus ignotus
- Basileuterus tristriatus
- Pula-pula-assobiador, Basileuterus leucoblepharus
- Pula-pula-de-sobrancelha, Basileuterus leucophrys
- Canário-do-mato, Basileuterus flaveolus
- Pula-pula-de-cauda-avermelhada, Basileuterus fulvicauda
- Pula-pula-ribeirinho, Basileuterus rivularis